# William James Kaye
William James Kaye, född 1875, död 5 maj 1967, var en brittisk entomolog.

## Biografi
Kayes far, som vad direktör vid Hongkong Bank i London, skickade honom vid tidig ålder till Harrow School i London, där han var samtida med bland andra Winston Churchill. Efter att ha erhållit en ingenjörsexamen vid King's College, London, tillbringade han en tid i Leicester. Han gjorde sin första expedition till Västindien 1898 och därefter, i nästan fyrtio år fram till 1937, tillbringade han flera perioder i Sydamerika, ofta i sällskap med sin fru och två döttrar. Han spenderade tid främst i södra Brasilien, specifikt i omgivningarna kring Rio de Janeiro, samt i Brittiska Guyana, Venezuela, Costa Rica och Jamaica. Från sina expeditioner samlade han på sig en mycket stor och värdefull samling av dagfjärilar, inklusive många nya och vid tidpunkten ej beskrivna arter.

## Publikationer (i urval)
- Kaye, W.J. (1904). A catalogue of the Lepidoptera: Rhopalocera of Trinidad. Transactions of the Entomological Society of London, 4: 159-224.
- Kaye, W.J. (1914). Additions and corrections to my catalogue of the Lepidoptera: Rhopalocera of Trinidad (1904). Memoirs of the Department of Agriculture, Trinidad and Tobago, 1913(3): 545-585.
- Kaye, W.J. & Lamont, N. (1927). A catalogue of the Lepidoptera: Heterocera (moths). Memoirs of the Department of Agriculture, Trinidad and Tobago, 3: 1-144.
- Kaye, W.J. (1940). Additions and corrections to the recorded species of Trinidad butterflies (Lepid. Rhop.), Transactions of the Entomological Society of London 90(21):551-573.